# Legends of Wrestling II
Legends of Wrestling II è un gioco picchiaduro e nonché il seguito del videogioco precedente Legends of Wrestling, pubblicizzato e prodotto dalla Acclaim Entertainment.

## Modalità di gioco
Nella modalità Carriera, un lottatore lavorerà per un promotore specifico in ciascuna area. Vincendo la cintura per quella divisione e difendendola con successo, il suddetto promotore diventerà disponibile per l'acquisto nel negozio. Le federazioni del resto del mondo saranno disponibili solo dopo il completamento di tutti i territori americani. Ogni territorio ha 8-12 trame scelte a caso. Alcune trame potrebbero non essere disponibili in base al lottatore utilizzato dal giocatore. Ad esempio, se il giocatore usa Jerry Lawler, l'unica storyline che può giocare nella regione del sud-est americano è basata sulla famosa faida che Lawler ebbe con il comico Andy Kaufman.
Il gioco presenta anche una modalità "Crea una leggenda" (Create A Legend). I giocatori possono creare i propri personaggi personalizzati che possono essere utilizzati nella modalità storyline e nei match di esibizione.

## Distribuzione
Il 26 novembre 2002 il videogioco viene pubblicato negli Stati Uniti per PlayStation 2 e Nintendo GameCube e il 7 febbraio 2003 in Europa sempre per la PlayStation 2 e Nintendo GameCube. Il 25 novembre 2002 il videogioco esce anche per Game Boy Advance in America, mentre il 6 dicembre in Europa. Il 5 dicembre 2002 ll gioco viene pubblicato negli Stati Uniti per Xbox e il 7 febbraio 2003 esce in Europa sempre per Xbox.

## Roster
| Superstar | Manager                                                                            |
| --- | ---------------------------------------------------------------------------------- |
| - Hulk Hogan - "Superfly" Jimmy Snuka - Road Warrior Hawk - Road Warrior Animal - Bret Hart - The Iron Sheik - Terry Funk - Don Muraco - Jerry Lawler - George "The Animal" Steele - Tony Atlas - Ricky Steambot - Nikolai Volkoff - "The Million Dollar Man" Ted DiBiase - Tito Santana - King Kong Bundy - Koko B. Ware - One Man Gang - Greg Valentine - Harley Race - Dynamite Kid - Ricky Morton - Robert Gibson - Brian Pillman - "Superstar" Billy Graham - Eddie Gilbert - Rick Martel - Ivan Koloff - Ivan Putski - Bob Orton - The Sheik - Kerry Von Erich - Fritz Von Erich - Kevin Von Erich - Dory Funk Jr. - Sabu - Abdullah the Butcher - André the Giant - Andy Kaufman - Bam Bam Bigelow - Baron Von Raschke - Big John Studd - Bob Backlund - "British Bulldog" Davey Boy Smith - Bruno Sammartino - Brian Knobbs - Jerry Sags - "Dr. Death" Steve Williams - "Hacksaw" Jim Duggan - Killer Kowalski - Mil Máscaras - "Mr. Wonderfull" Paul Orndorff - Owen Hart - Rocky Johnson - "Rowdy" Roddy Piper - Rick Steiner - Scott Steiner - Sid Vicious - Eddie Guerrero - David Von Erich - Mike Von Erich | - Bobby "The Brain" Heenan - The Grand Wizard - Jimmy Hart - Lou Albano - Mr. Fuji |